# Liste der Kulturgüter in Alle
Die Liste der Kulturgüter in Alle enthält alle Objekte in der Gemeinde Alle im Kanton Jura, die gemäss der Haager Konvention zum Schutz von Kulturgut bei bewaffneten Konflikten, dem Bundesgesetz vom 20. Juni 2014 über den Schutz der Kulturgüter bei bewaffneten Konflikten sowie der Verordnung vom 29. Oktober 2014 über den Schutz der Kulturgüter bei bewaffneten Konflikten unter Schutz stehen.
Objekte der Kategorien A und B sind vollständig in der Liste enthalten, Objekte der Kategorie C fehlen zurzeit (Stand: 1. Januar 2023).

## Kulturgüter
| Foto |                                                                                                  | Objekt | Kat. | Typ | Standort                              | Beschreibung |
| ---- | ------------------------------------------------------------------------------------------------ | --- | ---- | --- | ------------------------------------- | ------------ |
| BW   | Datei hochladen · Wikidata zu Noir Bois, jungsteinzeitlich-mittelalterliche Siedlung (Q29521743) | Noir Bois, jungsteinzeitlich-mittelalterliche Siedlung / Noir Bois, site paléolithique et du moyen âge KGS-Nr.: 03446 | A    | F   | Noir Bois 575551 / 251976             |              |
| BW   | Datei hochladen · Wikidata zu Pré Monsieur, jungsteinzeitliche Siedlung (Q29521748)              | Pré Monsieur, jungsteinzeitliche Fundstelle / Pré Monsieur, site paléolithique KGS-Nr.: 03447                         | A    | F   | Pré Monsieur 575052 / 252025          |              |
| BW   | Datei hochladen · Wikidata zu Kantonales Zeughaus (Q29785291)                                    | Kantonales Zeughaus / Arsenal cantonal KGS-Nr.: 03448                                                                 | B    | G   | Rue Ernest-Daucourt 1 576625 / 252646 |              |
| BW   | Datei hochladen · Wikidata zu Domaine Hubleur mit Anbauten und Mauern (Q29785294)                | Domaine Hubleur mit Anbauten und Mauern / Domaine Hubleur avec annexes et enceinte KGS-Nr.: 03449                     | B    | G   | Coin du Jonc 5 576692 / 252668        |              |
| ja   | Datei hochladen · Wikidata zu Kirche Saint-Jean-l’Evangéliste (gotischer Turm) (Q29785296)       | Kirche Saint-Jean-l’Evangéliste (gotischer Turm) / Église Saint-Jean-l’Evangéliste (tour gothique) KGS-Nr.: 03450     | B    | G   | Rue de l’Église 23 576599 / 252981    |              |
| ja   | Datei hochladen · Wikidata zu Pfarrhaus (Q29785292)                                              | Pfarrhaus / Cure KGS-Nr.: 16128                                                                                       | B    | G   | Rue de l’Église 21 576633 / 252955    |              |